# Elecciones presidenciales de la República de China de 2024
Las elecciones presidenciales se realizaron en la República de China (Taiwán) el 13 de enero de 2024.
La antigua presidenta Tsai Ing-wen del Partido Democrático Progresista (DPP), quien fue reelegida en 2020, no fue elegible para buscar un tercer mandato. El ganador de las elecciones presidenciales de 2024, Lai Ching-te, tomó posesión el 20 de mayo de 2024.

## Antecedentes
Los candidatos presidenciales y los compañeros de fórmula para la vicepresidencia se eligen en la misma boleta, utilizando la votación por mayoría absoluta. Esta será la octava elección directa del presidente y vicepresidente, cargos que anteriormente habían sido elegidos indirectamente por la Asamblea Nacional hasta 1996.
En virtud del artículo 22 de la Ley de elección y destitución presidencial y vicepresidencial, el Partido Progresista Democrático (DPP), el Kuomintang (KMT), el Partido Popular de Taiwán (TPP) y el Partido del Nuevo Poder (NPP), que recibieron más del cinco por ciento de los la participación total de votos en la última elección en cualquier nivel, son elegibles para disputar la elección. La inscripción ante la Comisión Electoral Central como candidatos a Presidente y Vicepresidente se presenta por la vía de recomendación de partido político, en la que junto con la solicitud se presentará una carta de recomendación sellada con el sello del partido político emitida por el Ministerio del Interior. De conformidad con el artículo 23, los candidatos independientes y los partidos más pequeños también son elegibles para contender, la inscripción como candidatos a Presidente y Vicepresidente por medio de firma conjunta deberá, dentro de los cinco días posteriores a la emisión del aviso público para la elección, solicitar a la Comisión Electoral Central. por ser el presentador recomendado mediante firma conjunta, recibir una lista de firmantes conjuntos y recibir el 1,5 por ciento del total de electores en la última elección de los miembros del Yuan Legislativo, y pagar el depósito de NT$1.000.000. 
De acuerdo con la constitución, la actual presidenta, Tsai Ing-wen, quien terminará su segundo mandato completo, no es elegible para la reelección.

## Candidatos
| Candidato | Candidato                                         | Cargos más recientes                                                                       | Partido | Partido                 | Compañero de fórmula | Compañero de fórmula                                    |
| --------- | ------------------------------------------------- | ------------------------------------------------------------------------------------------ | ------- | ----------------------- | -------------------- | ------------------------------------------------------- |
|           | Lai Ching‑te 6 de octubre de 1959 (65 años) Wanli | Vicepresidente de la República (2020-presente) Primer ministro de la República (2017-2019) |         | Progresista Democrático |                      | Hsiao Bi-khim 7 de agosto de 1971 (53 años) Kobe, Japón |
|           | Hou Yu-ih 7 de junio de 1957 (68 años) Puzi       | Alcalde de Nueva Taipéi (2015-2016, 2018-2023)                                             |         | Kuomintang              |                      | Jaw Shaw-kong 6 de mayo de 1950 (75 años) Keelung       |
|           | Ko Wen-je 6 de agosto de 1959 (65 años) Hsinchu   | Alcalde de Taipéi (2014-2022)                                                              |         | Popular de Taiwán       |                      | Cynthia Wu 18 de mayo de 1978 (47 años) Estados Unidos  |

## Encuestas
| Encuestadora | Fecha                  | Tamaño de muestra | Lai Ching-te DPP   | Hou Yu-ih KMT      | Ko Wen-je TPP      | Otros                                                                                   | Ventaja                                                                                 |                                                                                         |                                                                                         |                                                                                         |
| Encuestadora | Fecha                  | Tamaño de muestra | 3 de enero de 2024 | 3 de enero de 2024 | 3 de enero de 2024 | Se prohibe la publicación de las encuestas electorales hasta después de las elecciones. | Se prohibe la publicación de las encuestas electorales hasta después de las elecciones. | Se prohibe la publicación de las encuestas electorales hasta después de las elecciones. | Se prohibe la publicación de las encuestas electorales hasta después de las elecciones. | Se prohibe la publicación de las encuestas electorales hasta después de las elecciones. |
| ------------ | ---------------------- | ----------------- | ------------------ | ------------------ | ------------------ | --------------------------------------------------------------------------------------- | --------------------------------------------------------------------------------------- | --------------------------------------------------------------------------------------- | --------------------------------------------------------------------------------------- | --------------------------------------------------------------------------------------- |
| ETtoday      | 31 Dic 2023–1 Ene 2024 | 1,557             | 38.9%              | 35.8%              | 22.4%              | 2.8%                                                                                    | 3.1%                                                                                    |                                                                                         |                                                                                         |                                                                                         |
| Mirror Media | 30–31 Dic 2023         | 1,099             | 35.6%              | 24.1%              | 24.2%              | 16.2%                                                                                   | 11.4%                                                                                   |                                                                                         |                                                                                         |                                                                                         |
| ETtoday      | 30–31 Dic 2023         | 1,295             | 35.4%              | 33.4%              | 22.1%              | 3.1%                                                                                    | 2%                                                                                      |                                                                                         |                                                                                         |                                                                                         |
| TVBS         | 30 Dic 2023            | 1,407             | 33%                | 30%                | 24%                | 13%                                                                                     | 3%                                                                                      |                                                                                         |                                                                                         |                                                                                         |
| udn          | 26–30 Dic 2023         | 1,215             | 32%                | 27%                | 21%                | 20%                                                                                     | 5%                                                                                      |                                                                                         |                                                                                         |                                                                                         |
| FTNN         | 26–29 Dic 2023         | 1,200             | 35.8%              | 27.3%              | 22.1%              | 14.8%                                                                                   | 8.5%                                                                                    |                                                                                         |                                                                                         |                                                                                         |
| QuickseeK    | 26–29 Dic 2023         | 1,285             | 33.7%              | 23.7%              | 27.7%              | 14.8%                                                                                   | 10%                                                                                     |                                                                                         |                                                                                         |                                                                                         |
| RW News      | 25–29 Dic 2023         | 12,409            | 36.89%             | 32.83%             | 28.64%             | 1.63%                                                                                   | 4.06%                                                                                   |                                                                                         |                                                                                         |                                                                                         |
| ETtoday      | 27–28 Dic 2023         | 1,740             | 36.6%              | 33.8%              | 22.2%              | 7.4%                                                                                    | 2.8%                                                                                    |                                                                                         |                                                                                         |                                                                                         |
| TVBS         | 22–28 Dic 2023         | 1,074             | 37%                | 33%                | 22%                | 9%                                                                                      | 4%                                                                                      |                                                                                         |                                                                                         |                                                                                         |
| SETN         | 26–27 Dic 2023         | 1,095             | 30.9%              | 27.9%              | 23.8%              | 17.5%                                                                                   | 3%                                                                                      |                                                                                         |                                                                                         |                                                                                         |
| ETtoday      | 25–26 Dic 2023         | 1,618             | 38.1%              | 34.8%              | 19.2%              | 7.8%                                                                                    | 3.3%                                                                                    |                                                                                         |                                                                                         |                                                                                         |
| Mirror Media | 24–25 Dic 2023         | 1,081             | 33.3%              | 26.5%              | 23.2%              | 17.0%                                                                                   | 6.8%                                                                                    |                                                                                         |                                                                                         |                                                                                         |
| CMMedia      | 23–25 Dic 2023         | 1,066             | 29.5%              | 22.7%              | 27.8%              | 20.1%                                                                                   | 1.7%                                                                                    |                                                                                         |                                                                                         |                                                                                         |
| TPOF         | 22–24 Dic 2023         | 1,076             | 32.4%              | 28.2%              | 24.6%              | 14.8%                                                                                   | 4.2%                                                                                    |                                                                                         |                                                                                         |                                                                                         |
| Formosa      | 20–21 Dic 2023         | 1,070             | 38.2%              | 33.9%              | 16.1%              | 11.7%                                                                                   | 4.3%                                                                                    |                                                                                         |                                                                                         |                                                                                         |
| ETtoday      | 20–21 Dic 2023         | 1,217             | 36.2%              | 34.8%              | 20.7%              | 8.2%                                                                                    | 1.4%                                                                                    |                                                                                         |                                                                                         |                                                                                         |
| TVBS         | 15–21 Dic 2023         | 1,840             | 33%                | 32%                | 24%                | 11%                                                                                     | 1%                                                                                      |                                                                                         |                                                                                         |                                                                                         |
| QuickseeK    | 17–20 Dic 2023         | 1,288             | 32.5%              | 27.2%              | 26.7%              | 13.6%                                                                                   | 5.3%                                                                                    |                                                                                         |                                                                                         |                                                                                         |
| udn          | 13–17 Dic 2023         | 1,250             | 31%                | 31%                | 21%                | 17%                                                                                     | -                                                                                       |                                                                                         |                                                                                         |                                                                                         |
| Z.Media      | 15–16 Dic 2023         | 1,213             | 31.4%              | 29.6%              | 20.5%              | 18.5%                                                                                   | 1.8%                                                                                    |                                                                                         |                                                                                         |                                                                                         |
| ETtoday      | 14–15 Dic 2023         | 1,300             | 38.5%              | 35.1%              | 19.6%              | 6.8%                                                                                    | 3.4%                                                                                    |                                                                                         |                                                                                         |                                                                                         |
| SETN         | 11–12 Dic 2023         | 1,000             | 34.7%              | 28.8%              | 21.2%              | 15.3%                                                                                   | 5.9%                                                                                    |                                                                                         |                                                                                         |                                                                                         |
| TVBS         | 5–12 Dic 2023          | 1,632             | 36%                | 32%                | 22%                | 9%                                                                                      | 4%                                                                                      |                                                                                         |                                                                                         |                                                                                         |
| Mirror Media | 10–11 Dic 2023         | 1,075             | 33.5%              | 25.2%              | 23.7%              | 17.5%                                                                                   | 8.3%                                                                                    |                                                                                         |                                                                                         |                                                                                         |
| Formosa      | 27–28 Nov 2023         | 1,076             | 36.6%              | 30.5%              | 17.7%              | 15.3%                                                                                   | 6.1%                                                                                    |                                                                                         |                                                                                         |                                                                                         |
| RW News      | 24–28 Nov 2023         | 12,041            | 41.12%             | 31.05%             | 25.31%             | 2.52%                                                                                   | 10.07%                                                                                  |                                                                                         |                                                                                         |                                                                                         |
| TVBS         | 24–26 Nov 2023         | 1,744             | 34%                | 31%                | 23%                | 12%                                                                                     | 3%                                                                                      |                                                                                         |                                                                                         |                                                                                         |
| udn          | 24–26 Nov 2023         | 1,238             | 31%                | 29%                | 21%                | 20%                                                                                     | 2%                                                                                      |                                                                                         |                                                                                         |                                                                                         |
| ETtoday      | 24 Nov 2023            | 1,348             | 34.8%              | 32.5%              | 21.2%              | 11.6%                                                                                   | 2.3%                                                                                    |                                                                                         |                                                                                         |                                                                                         |

## Resultados
| Candidato                          | Candidato                 | Vicecandidato             | Partido                         | Votos      | %      |
| ---------------------------------- | ------------------------- | ------------------------- | ------------------------------- | ---------- | ------ |
|                                    | Lai Ching‑te              | Hsiao Bi-khim             | Partido Progresista Democrático | 5,586,019  | 40.05  |
|                                    | Hou Yu-ih                 | Jaw Shaw-kong             | Kuomintang                      | 4,671,021  | 33.49  |
|                                    | Ko Wen-je                 | Cynthia Wu                | Partido Popular de Taiwán       | 3,690,466  | 26.46  |
| Total                              | Total                     | Total                     | Total                           | 14,300,940 | 100    |
|                                    |                           |                           |                                 |            |        |
| Votos válidos                      | Votos válidos             | Votos válidos             | Votos válidos                   | 13,947,506 | 99.28  |
| Votos inválidos/En blanco          | Votos inválidos/En blanco | Votos inválidos/En blanco | Votos inválidos/En blanco       | 100,804    | 0.72   |
| Votos totales                      | Votos totales             | Votos totales             | Votos totales                   | 14,048,310 | 100.00 |
| Participación                      | Participación             | Participación             | Participación                   | 19,548,531 | 71.86  |
| Fuente: Comisión Electoral Central |                           |                           |                                 |            |        |

El candidato oficialista Lai Ching-te salió ganador de las elecciones con 5 millones de votos.